# Edmond Régnier
Pour les articles homonymes, voir Régnier.
Edmond-Vital-Victor Régnier, né le 11 février 1822 à Paris et mort le 19 août 1886 à Ramsgate, est un rentier et homme d'affaires français, connu pour son rôle équivoque lors des négociations de la capitulation de Metz en 1870.

## Biographie

### Origines, formation et activités
Edmond-Vital-Victor Regnier, né dans l'ancien 11e arrondissement de Paris le 11 février 1822, est le fils de Marie-Thérèse Metxy (morte en 1827) et du mécanicien Lazare-Edme Regnier (mort en 1849). Il est le petit-fils de l'inventeur semurois Edme Régnier et le cousin du colonel Philippe-Auguste Régnier (1826-1892).
Élève de la pension Favart, où il côtoie Eudore Soulié, puis bachelier vers 1838, Régnier étudie pendant quelques années le droit et, surtout, la médecine. Après avoir suivi les cours de la faculté de médecine de Paris, il est attaché en 1842-1843 à l'hôpital militaire d'instruction de Lille. Ayant échoué aux concours, il abandonne bientôt la carrière médicale.
En 1845, Régnier s'installe non loin de Tarbes, à Aureilhan. Après la Révolution de 1848 et la proclamation de la République, il fonde à Tarbes un club « socialiste » et rédige un journal autographié, qu'il intitule La Démocratie pacifique des Pyrénées. Il rencontre un jeune dessinateur tarbais, Charles Tronsens, qui publie sa caricature dans Le Carillonneur. Il quitte finalement les Hautes-Pyrénées après un échec aux élections législatives.
De retour à Paris, il élit domicile dans une maison de la rue Saint-André-des-Arts, où il invite de nombreuses personnalités de la Montagne. Peu de temps après, il se porte volontaire pour soigner des malades lors de l'épidémie de choléra de 1849. À ce titre, il fait partie des 50 élèves de la faculté de médecine médaillés par le ministre de l'Instruction publique, sur proposition du doyen Bérard, à l'occasion de la distribution des prix du 5 novembre 1849.
Sous le Second Empire, Régnier vit de ses rentes et de ses affaires. Il achète notamment des brevets, tels que ceux d'une tournurière inventée pour la chapellerie, vendus en 1870 par Jean-Prosper Morlot. Régnier fait également des affaires en Angleterre. Il a ainsi fondé à Londres, au no 106 de Houndsditch, une maison de commerce de verrerie, à laquelle il associe un certain M. Hirsch en 1866. Étrangement, il mène cette entreprise sous le nom de jeune fille de sa mère, Metxy. Propriétaire de plusieurs biens immobiliers, il a notamment acquis une belle propriété ayant appartenu à l'éditeur Panckoucke et située au hameau de Beaulieu, à Boissise-la-Bertrand, en Seine-et-Marne. Il possédait également des terrains dans le 15e arrondissement de Paris, dans la rue Émeriau ainsi que dans la rue Régnier, qui portait son nom avant d'être rebaptisée en rue Mathurin-Régnier en 1894.
Le 18 décembre 1869, il épouse une jeune anglaise, Jane Susan Barfoot (1845-1936). Le couple aura cinq enfants : Blanche-Edmée (née en 1870), Edme-Edwin-Patria (né en 1872), Nina-Henriette (née en 1873), Otta-Rosa (née en 1876) et Victor-Lawrence (né en 1878). Régnier avait déjà trois filles issues d'un premier mariage : Louise-Victorine (qui épousera le joaillier Alfred Phillips, 1844-1900), morte à Monte-Carlo vers 1931, Pope-Amélie-Jeanne (qui épousera en 1880 William Cleave Greenhill) et Lucie, dite Edma (future Mme Astin).

### Rôle en 1870
C'est au cours de la Guerre franco-allemande de 1870 que Régnier entre dans l'Histoire.
Fuyant l'avancée des troupes allemandes, la famille Régnier se réfugie à Londres à la fin du mois d'août 1870. C'est là qu'Edmond apprend la chute de l'Empire puis la fuite de l'impératrice-régente Eugénie et du prince impérial en Angleterre, à Hastings.
Mû par la même vanité et la même naïveté qui le pousseront à publier plusieurs projets personnels de réorganisation politique de la France, Régnier s'imagine pouvoir jouer un rôle important dans le rétablissement du régime bonapartiste et de la paix. Le 12 septembre, il adresse ainsi à l'impératrice une lettre exposant ses plans et même des modèles de proclamations officielles.
Deux jours plus tard, le 14 septembre, Régnier se rend à Hastings, où il sollicite un entretien avec l'impératrice, mais celle-ci lui fait savoir par l'entremise de sa lectrice, Mme Lebreton (Adélaïde Charlotte Joséphine Bourbaki), qu'elle refuse de le recevoir. Il parvient néanmoins à rencontrer le précepteur du prince impérial, Augustin Filon. Régnier ayant affirmé qu'il comptait se rendre auprès de Napoléon III, captif à Wilhelmshöhe, Filon accepte de transmettre à son élève une vue des établissements balnéaires d'Hastings afin que le jeune prince y écrive et signe un bref message que Régnier se charge de remettre à l'empereur[pas clair].

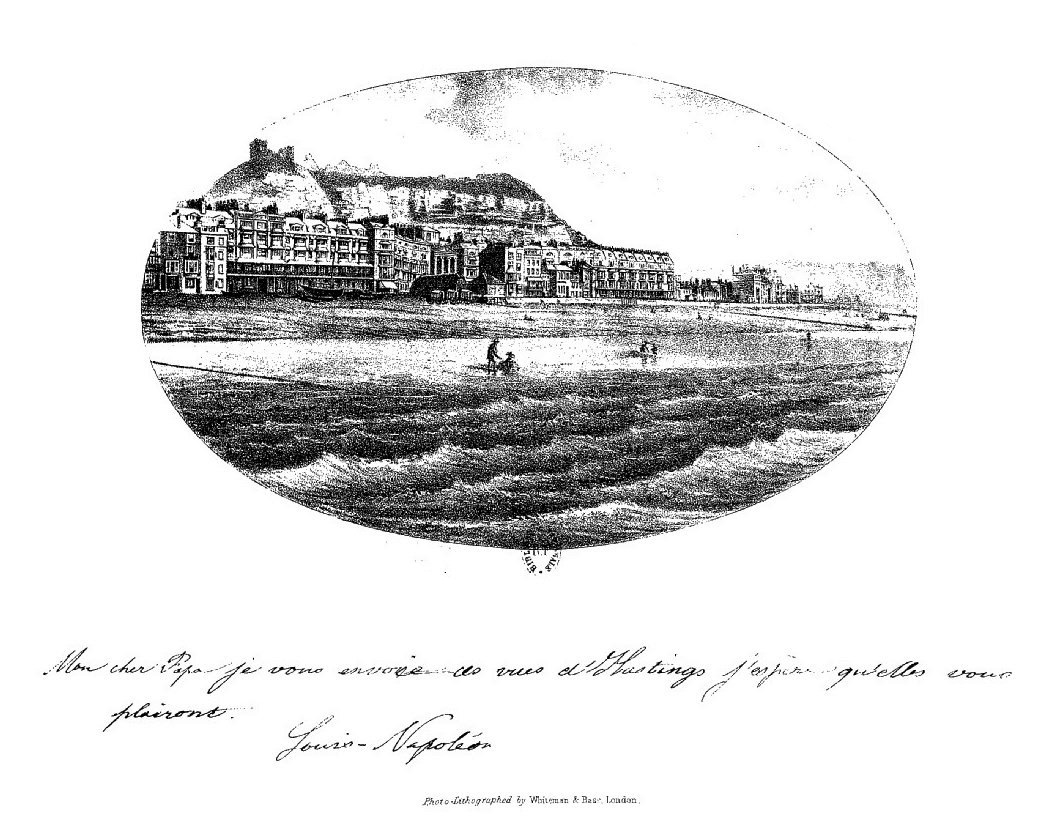
Fac-similé de l'autographe du prince impérial remis à Régnier par l'entremise d'Augustin Filon.

Muni de ce document assez anodin, Régnier part pour le continent et arrive le 20 septembre au château de Ferrières, où le chancelier Bismarck s'est établi et où il vient d'accueillir Jules Favre, ministre des Affaires étrangères du gouvernement de la Défense nationale, pour lui exposer ses conditions d'un armistice. Les négociations avec le gouvernement républicain étant dans l'impasse, Bismarck est satisfait de trouver en Régnier un émissaire officieux qui pourrait lui permettre de contourner le gouvernement de facto et de traiter avec les éminences bonapartistes. Le chancelier accepte par conséquent de recevoir Régnier et de lui fournir un sauf-conduit. En contrepartie, Régnier s'engage à se rendre à Metz, alors assiégée, pour y inciter le maréchal Bazaine, commandant de l'armée du Rhin, à accepter de capituler en échange d'une paix honorable et du rétablissement du régime impérial.

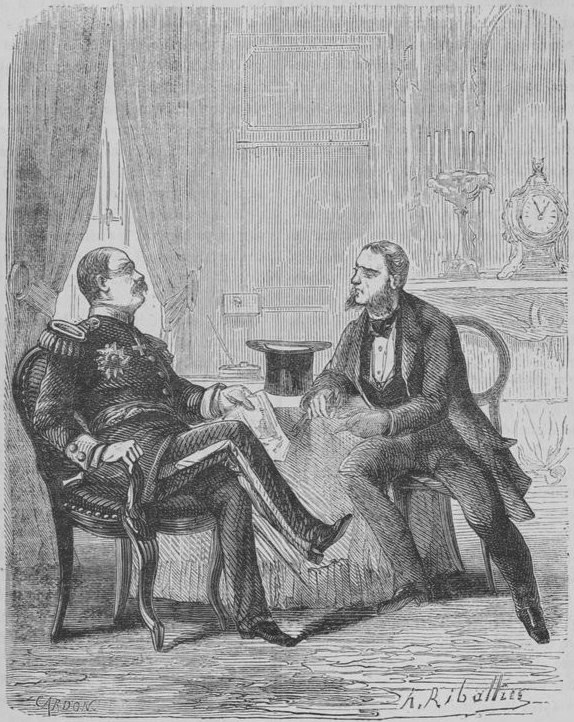
Entrevue de Bismarck et de Régnier (gravure de Cardon d'après H. Riballier, 1873).

C'est ainsi que Régnier arrive le 23 septembre à Metz, où il rencontre aussitôt Bazaine, qui manifeste de l'intérêt pour le plan présenté par cet « envoyé d'Hastings » et accepte même que le général Bourbaki, frère de Mme Lebreton, quitte la place assiégée afin d'aller prendre ses ordres auprès de l'impératrice. À son arrivée en Angleterre, le 27 septembre, Bourbaki se rendra compte qu'Eugénie ne l'attendait pas et qu'elle n'avait donné aucune mission à Régnier.

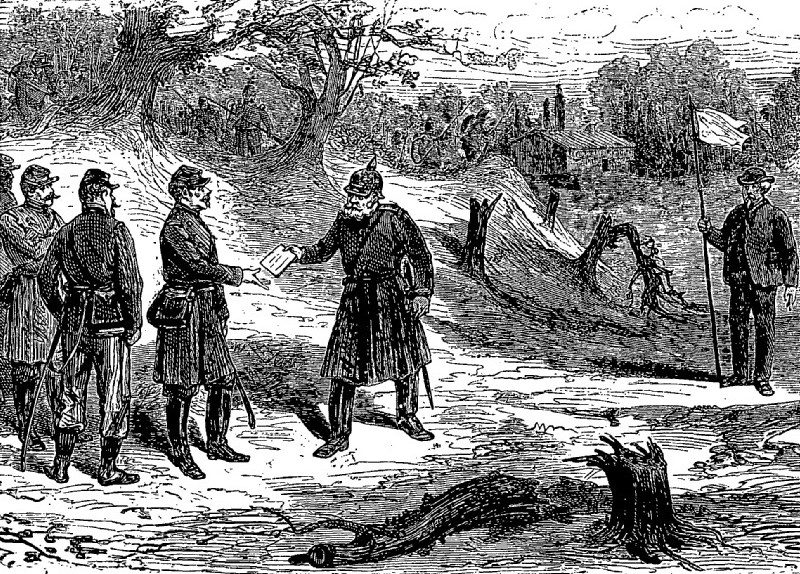
Régnier arrivant aux avant-postes français, devant Metz, le 23 septembre 1870 (gravure de 1874 d'après un dessin de Miranda).

Après avoir quitté Metz, toujours muni du mot du prince, que Bazaine a accepté de contresigner, Régnier transmet aux Allemands les propos du maréchal ainsi que des précisions sur la situation critique des assiégés. Après la capitulation de la ville, Régnier se rend à Cassel, où il rencontre des officiers français faits prisonnier après Sedan.
Déjà suspecté d'espionnage au profit de Bismarck, Régnier croit devoir prendre la plume pour justifier ses actes et fait ainsi paraître au mois de novembre un livre intitulé Quel est votre nom ? dans lequel il donne sa version des faits.
Les doutes concernant les motivations de Régnier seront ainsi résumés par l'avocat de Bazaine, Charles Lachaud : « Qu'est-ce que c'est que Régnier ? Je n'en sais rien ; et il est possible, à cet égard, d'avoir des opinions absolument diverses.
Est-ce un espion prussien ? Je ne le crois pas ! La raison, c'est qu'on est espion pour de l'argent. Or, Régnier n'a pas besoin d'argent et il ne me paraît pas résulter de l'ensemble des faits qu'il ait été payé.
Est-ce un fou ? Dans tous les cas, j'ai entendu ici la déposition d'un homme d'infiniment d'esprit et très honorable, de M. Soulié, qui tient Régnier, son ancien camarade de classe, pour un homme qui n'a pas sa raison [...]. Je crois que sous ce rapport chacun exagère un peu l'état moral de Régnier. C'est un homme aventureux, un de ces hommes qui ont besoin de bruit, de renommée, d'importance, et chez qui la vanité domine, je crois.
Dans les moments de révolution, il y a beaucoup de gens comme cela qui se donnent à eux-mêmes un rôle, se créent une importance qu'ils n'ont pas et se disent: — Mais, si je réussissais, je serais le premier des hommes ! Et ils ont raison. Si Régnier avait réussi et pu obtenir une paix honorable et heureuse, Régnier eût été un grand homme. Malheureusement il ne pouvait pas réussir ».

### Condamnation et exil

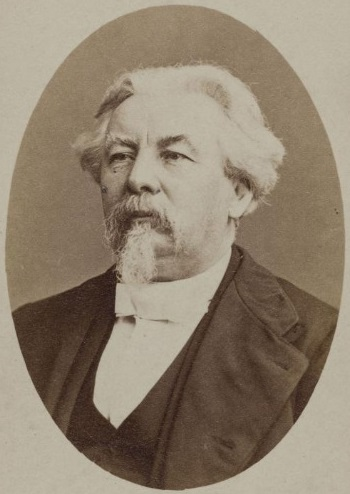
Photographie de Régnier par Appert.

À l'époque de la campagne contre la Commune de Paris, Régnier tente de poursuivre ses intrigues à Versailles, où il est arrêté le 6 avril 1871 et incarcéré préventivement à la prison Saint-Pierre. Accusé d'« intelligence avec l'ennemi pendant la durée de la guerre et de manœuvres soit à l'intérieur, soit à l'étranger, dans le but de troubler la paix publique », il est cependant relâché trois mois et demi plus tard, le 22 juillet, grâce à une ordonnance de non-lieu.
Cité comme témoin lors du procès Bazaine à Versailles, Régnier fait une longue déposition. Présent lors de la première audience du conseil de guerre, le 6 octobre 1873, il craint cependant d'être arrêté en raison des suspicions d’espionnage pesant sur lui. Il charge alors sa fille aînée d'interroger sur ce point le général Poucet, commissaire spécial du gouvernement chargé du ministère public. Ce dernier ayant exclu toute promesse d'immunité, Régnier décide de prendre la fuite le 24 octobre, après avoir adressé au duc d'Aumale, président du conseil de guerre, les conditions auxquelles il accepterait de comparaître. Près d'un mois plus tard, son absence au procès lui vaut une amende de 100 francs.
Conformément à ses craintes, il est inculpé par Poucet, qui l'accuse « d'avoir entretenu des intelligences avec l'ennemi, de s'être introduit dans les lignes françaises pour y surprendre des secrets, plans et avis et les livrer à l'ennemi, [et] d'avoir procuré à l'ennemi des avis et documents susceptibles de nuire aux opérations de l'armée française ». Régnier, qui a d'abord fui en Suisse avant de trouver refuge en Angleterre, est ainsi condamné par contumace à la peine de mort et à la dégradation civique par le 2e conseil de guerre de Paris le 17 septembre 1874.
Ayant définitivement quitté son pays natal, Régnier fait vendre sa demeure de Beaulieu la même année.
En 1877, il est signalé à Constantinople.
A la fin de sa vie, Régnier, qui a perdu une grande partie de sa fortune, tient une blanchisserie sous le nom de jeune fille de sa mère, Metxy, et habite avec sa famille dans la rue de Southwood Lodge, dans le quartier de Saint Lawrence, à Ramsgate.
Mort le 19 août 1886, il lègue ses biens à sa veuve, à leurs huit enfants et à leur petite-fille Madeleine-Emma Greenhill (née en 1884).
Le nom de Regnier refait brutalement surface en août 1903, lors du procès de Thérèse Humbert, cette dernière ayant affirmé que le mystérieux Mr. Crawford, dont elle s'était longtemps prétendue l'héritière afin d'escroquer ses créanciers, n'était autre qu'Edmond Régnier. Mme Humbert a probablement eu l'idée de ce mensonge après avoir habité en Seine-et-Marne, où vivait encore la fille aînée de Régnier, Mme Phillips.

#### Publications d'E.V. Regnier
- Jean Bonhomme, Bruxelles, Lebègue, 1870, 15 p. (consultable en ligne sur Google Livres).
- Quel est votre nom ? N. ou M. ? Une étrange histoire dévoilée, Bruxelles, 1870, 72 p. (consultable en ligne sur Gallica).
- Jacques Bonhomme, Bruxelles, Lebègue, 1871 (texte consultable en ligne sur le site de la bibliothèque municipale de Lisieux).
- Trois ans de dictature, ou La Part du feu faite par Jacques Bonhomme, Paris, Dentu, 1871, 48 p. (consultable en ligne sur Google Livres).
- Réponse au livre "l'Armée du Rhin" du maréchal Bazaine, Paris, Ghio, 1873, 20 p. (consultable en ligne sur Gallica).
- Lettres et pièces adressées à M. le duc d'Aumale, président du conseil de guerre, par E. V. Regnier avant son départ pour l'étranger, suivies des observations qu'il devait présenter au conseil relativement au rapport du général de Rivière, Paris, Ghio, 1873, 17 p. (consultable en ligne sur Google Livres).